# (34951) 4221 T-1
4221 T-1 (asteroide 34951) é um asteroide da cintura principal. Possui uma excentricidade de 0.08713330 e uma inclinação de 4.65118º.
Este asteroide foi descoberto no dia 26 de março de 1971 por Cornelis Johannes van Houten e Ingrid van Houten-Groeneveld e Tom Gehrels em Palomar.